# Guido del Giudice
Guido del Giudice (* 14. August 1957 in Neapel) ist ein italienischer Schriftsteller und Philosoph.

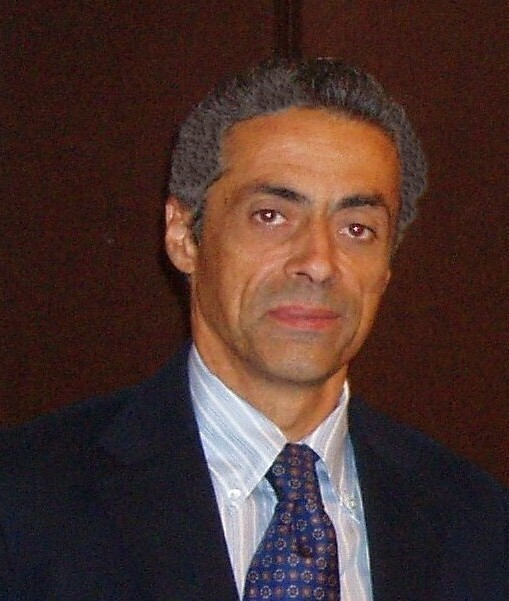
Guido del Giudice

## Biographie
Guido del Giudice wurde in Neapel geboren. Er hat sein Medizinstudium 1982 an der Universität Neapel 'Federico II' abgeschlossen. Außerdem hat er seine
literarischen und philosophischen Studien immer gepflegt. Er ist ein anerkannter Experte der Werke Giordano Brunos.
Er hat über den Philosophen zahlreiche Bücher und Aufsätze veröffentlicht. Dafür erhielt er 2008 von der "Accademia Internazionale Partenopea 'Federico II' " den 1. internationalen "Giordano-Bruno-Preis". Sein Buch 'La disputa di Cambrai' wurde als bestes geistreiches Werk über den Philosophen ausgezeichnet.

## Werke
- WWW Giordano Bruno. Marotta & Cafiero, Neapel 2001;
- La coincidenza degli opposti. Giordano Bruno tra Oriente e Occidente. Di Renzo Editore, Roma 2005; Zweite erweiterte Ausgabe, mit dem Aufsatz 'Bruno, Rabelais e Apollonio di Tiana' Di Renzo Editore, Roma 2006;
- Due Orazioni. Oratio Valedictoria e Oratio Consolatoria. Di Renzo Editore, Roma 2007;
- La disputa di Cambrai. Camoeracensis acrotismus. Di Renzo Editore, Roma 2008;
- Il Dio dei Geometri - quattro dialoghi. Di Renzo Editore, Roma 2009;
- Somma dei termini metafisici, con il saggio: Bruno in Svizzera, tra alchimisti e Rosacroce. Di Renzo Editore, Roma 2010;
- Io dirò la verità. Intervista a Giordano Bruno. Di Renzo Editore, Roma 2012.
- Contro i matematici, Di Renzo Editore, Roma 2014.
- Giordano Bruno. Il profeta dell'universo infinito, The Giordano Bruno Society, Napoli 2015.
- Giordano Bruno. Epistole latine, Fondazione Mario Luzi, Roma 2017.

## Rezensionen
- Presseschau
- Rezension zu "La disputa di Cambrai"